# Borky (Strážek)
Borky (německy u Borku Hof) jsou osada v okrese Žďár nad Sázavou v kraji Vysočina. Jde o místní část městysu Strážek. Borky se nacházejí v katastrálním území Meziboří, blízko hranice kraje Vysočina a Jihomoravského kraje, asi 18 km severozápadně od Tišnova a asi 33 km jihovýchodně od Žďáru nad Sázavou.
V Borkách je registrováno pět čísel popisných: 18, 19, 20, 41 a 62. Nachází se zde kříž a malý rybník. Prochází tudy silnice II/389.